# Luiz Bacci
Pour les articles homonymes, voir Bacci.
Luiz Fernando Elui Bacci, mieux connu comme Luiz Bacci (né le 12 mars 1984 à Mogi das Cruzes), est une journaliste et présentateur de télévision brésilien.

## Carrière
Il a débuté en 1995 en tant que présentateur de l'émission Show das Crianças sur Rádio Diário à Mogi das Cruzes, sa ville natale, en réalisant des interviews avec des personnalités locales. En 1998, à l'âge de treize ans, il présente l'émission pour enfants Domingo no Palco sur Rede Manchete. De retour dans sa ville natale, il a présenté le programme télévisé Estação Mix, sur TV Diário, filiale de TV Globo, entre 2001 et 2005. En 2006, avec la fin du programme et déjà diplômé en journalisme, il devient reporter pour Bom Dia Diário, sur la même chaîne. En 2007, il est embauché par SBT comme reporter pour SBT Brasil et réalise de nombreux reportages, notamment la couverture de la catastrophe de l'avion TAM à Congonhas, l'effondrement de la station de métro de São Paulo, la visite du pape Benoît XVI au Brésil, la mort de Michael Jackson, entre autres.
En octobre, il a présenté le programme de relance Fantasia, qui n'a finalement pas été réalisé, et en 2008, il a été l'un des présentateurs d'Aqui Agora.
En 2009 et 2010, il a été transféré à Rio de Janeiro, où il a présenté le programme d'information SBT Rio sur SBT Rio de Janeiro.
Le 24 novembre 2010, il a été embauché par RecordTV et est devenu reporter pour Balanço Geral RJ et RJ no Ar. En raison de ses bonnes performances, il a été promu présentateur Cidade Alerta Rio, restant de juillet à décembre 2012. En 2013, il a pris il a dirigé la rédaction matinale du Balanço Geral RJ et est devenu correspondant de Cidade Alerta à São Paulo avec un bloc d'informations de Rio de Janeiro. En 2014, il a été muté à São Paulo pour présenter le Balanço Geral SP à l'heure du déjeuner. Visant à se concentrer sur le divertissement, il a signé avec Band le 22 mai 2014, où le programme de l'après-midi Tá na Tela a été créé le 4 août. L'attraction a cependant été annulée en décembre de la même année après seulement quatre mois de diffusion en raison de faibles audiences,,. En conséquence, Bacci a été transféré pour présenter Café com Jornal.
Mécontent de l'espace limité sur la station, il a annoncé le 31 mars 2015 son retour à RecordTV, où il a repris la présentation de l'édition matinale de Balanço Geral SP et SP no Ar, en plus des éditions du samedi de Cidade Alerta. Le 5 mai 2017, il a repris temporairement la présentation de Cidade Alerta après que Marcelo Rezende ait pris un congé pour traitement contre le cancer. Après la mort de Marcelo, le 18 septembre de la même année, la présentation entre en vigueur.

## Vie privée
En 2006, il est diplômé en journalisme de l'Université de Mogi das Cruzes. Il a un chien maltais appelé Toy.